# Хушело-шад
Хушело-шад (д/н—704) — каган Західнотюркського каганату в 693—704 роках.

## Життєпис
Походив з династії Ашина. Син цзіванджуе-кагана Бучженя. При народженні звавсяКушрак, потім додав — ім'я Бері (Бйорі) й титул шад.
667 року спадкував батьківські володіння (племена нушібі) і титул. Втім не користувався значним авторитетом, влада його поступово зменшувалася. 676 року повалений внаслідок повстання Дучжі-хана.
Повернувся до влади 680 року. Втім був скоріше китайським намісником й полководцем, аніж каганом. Влада належала танським губернаторам. Воював проти Другого східнотюркського каганату й Тибетської імперії, за що отримав від імператриці У Цзетянь титул чжечжун січжу-каган (каган, що надав вірність своєму імператору).
693 року після страти китайцями сінсіван-кагана Юанькіна номінально об'єднав землі західних тюрок. Але проти нього повстав син Юанькіна — Туйцзи, який зрештою втік до Тибету, звідки почав здійснювати напади.
699 року очолив похід проти тюргеського кагана Ушліка, але зазнав поразки. 700 року з 70 тис. підданих відкочував до власне китайських земель. Помер 704 року в Чан'ані. З цього часу титул каганів тюрків остаточно став номінальним, оскільки їх володіння зайняв Тюргеський каганат.